# هنري فليتشير (مبشر)
هنري فليتشير (بالإنجليزية: Henry James Fletcher)‏ هو مبشر نيوزيلندي، ولد في 28 فبراير 1868، وتوفي في 22 يناير 1933.